# Ортегон, Вильмер
Ви́льмер Ортего́н (исп. Wilmer Alexander Ortegón Ospina; род. 2 марта 1974, Прадера, департамент Валье-дель-Каука) — колумбийский футболист, выступавший на позиции защитника в 1990—2000-е годы.

## Биография
Вильмер Ортегон — воспитанник «Америки Кали». На взрослом уровне дебютировал в 1992 году. В 1990-е годы «Америка» продолжала, как и в середине 1980-х годов, оставаться среди ведущих клубов страны. С «красными дьяволами» Ортегон трижды становился чемпионом Колумбии, ещё один раз занимал второе место. В 1996 году помог своей команде в четвёртый раз в истории дойти до финала Кубка Либертадорес, в котором «Америка» уступила аргентинскому «Ривер Плейту» (1:0, 0:2). В ходе турнира Вильмер принял участие в двух матчах. Он сыграл в групповом этапе против «Гуабиры» (5:0), а также в первой игре полуфинала против «Гремио» (1:1).
В 1999 году на правах аренды играл за «Атлетико Насьональ». С 2000 по 2003 год выступал в Мексике за «Атланте», «Текос УАГ» и «Ягуарес Чьяпас»; также в 2001 году полгода играл за «Депортиво Кали».
В 2004 году перешёл в «Онсе Кальдас». Начало 2000-х годов стало «золотым периодом» в истории клуба из Манисалеса. В 2003 году команда Луиса Фернандо Монтойи спустя 53 года сумела стать чемпионом Колумбии, а в следующем году сенсационно стала победителем Кубка Либертадорес. В финале колумбийцы одолели аргентинскую «Боку Хуниорс» (0:0; 1:1, в серии пенальти 2:0). Ортегон сыграл в девяти матчах в ходе этого розыгрыша — в двух играх группового этапа он выходил в стартовом составе, а в плей-офф выходил на замену во всех матчах, кроме ответной игры 1/8 финала против гуаякильской «Барселоны». В финале тоже два раза выходил на замену, а в серии пенальти стал одним из игроков «Онсе», которые не сумели реализовать свою попытку, но несмотря на это колумбийцы одержали победу.
После этой победы практически перестал играть в футбол — вторую половину 2004 году провёл в «Кортулуа», где сыграл лишь в одном матче чемпионата Колумбии. В 2005 году перешёл в «Индепендьенте Санта-Фе», но в чемпионате за «красный экспресс» так и не сыграл, после чего завершил карьеру.
В 1993 году в составе молодёжной сборной Колумбии принял участие в чемпионате мира в Австралии. В 2000—2001 годах провёл четыре товарищеских матча за главную сборную Колумбии.

## Титулы и достижения
- Чемпион Колумбии (3): 1992, 1996/97, 2000
- Вице-чемпион Колумбии (1): 1995
- Обладатель Кубка Либертадорес (1): 2004
- Финалист Кубка Либертадорес (1): 1996